# ツブカル山
ツブカル山（ベルベル語: ⵜⵓⴳⴳ ⴽⴰⵍ Tugg kal; アラビア語: توبقال Tūbqāl) は、アフリカ北西部のアトラス山脈西部にある山である。標高は4,167mあり、モロッコの最高峰である。
山頂を目指す登山ルートも整備されており、多数の観光客が訪れる。トレッキングについては標高が高いだけに、アフリカ大陸といえども季節によっては積雪も見られることから、それなりの装備は要求される。
ツブカル山一帯の植生は地中海性低木林に属する。山頂の西側から北麓のアスニまで伸びるレガヤ・ワジおよび沿岸の渓谷は多くの種類の水生植物、無脊椎動物およびバルブス属のBarbus issenensisなどの固有種の魚類の生息地で、2019年にラムサール条約登録地となった。

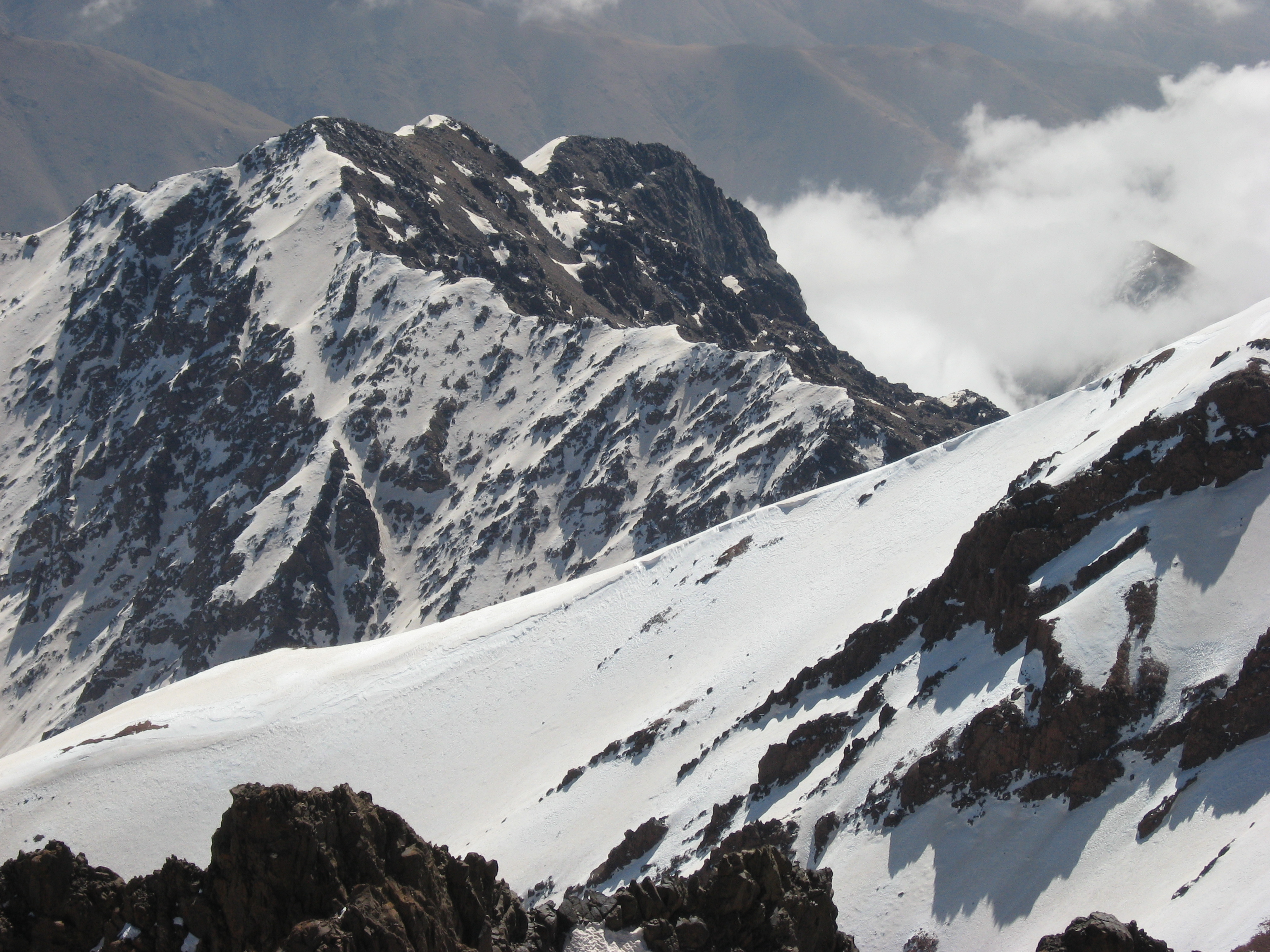
ツブカル山の最高峰